# Mexico op de Olympische Winterspelen 2018
Mexico was een van de deelnemende landen aan de Olympische Winterspelen 2018 in Pyeongchang, Zuid-Korea.
Bij de negende deelname van het land aan de Winterspelen werd voor de zevende keer deelgenomen in het alpineskiën, voor de derde keer in het langlaufen en voor het eerst in het freestyleskiën, de zesde olympische sportdiscipline waarin namens Mexico werd deelgenomen. German Madrazo was de vlaggendrager bij de openingsceremonie. 
Voor alpineskister Sarah Schleper was het haar vijfde deelname, de eerste vier (1998-2010) nam ze deel namens de Verenigde Staten.

## Deelnemers en resultaten
(m) = mannen, (v) = vrouwen 

### Alpineskiën
| Olympiër (deelname) | Onderdeel        | Resultaat | Prestatie                                                            |
| ------------------- | ---------------- | --------- | -------------------------------------------------------------------- |
| Rodolfo Dickson     | reuzenslalom (m) | 48e       | 1e run: 1.17,02 (55e) 2e run: 1.16,67 (47e) totaal: 2.33,69 (+15,65) |
| Rodolfo Dickson     | slalom (m)       | DNF       | 1e run: niet gefinisht                                               |
|                     |                  |           |                                                                      |
| Sarah Schleper (5)  | reuzenslalom (v) | DNF-2     | 1e run: 1.16,80 (39e) 2e run: niet gefinisht                         |
| Sarah Schleper (5)  | super g (v)      | 41e       | 1.27,93 (+6,82)                                                      |

### Freestyleskiën
| Olympiër      | Onderdeel      | Resultaat | Prestatie            |
| ------------- | -------------- | --------- | -------------------- |
| Robert Franco | slopestyle (m) | 27e       | 36.00 (21.60, 36.00) |

### Langlaufen
| Olympiër       | Onderdeel             | Resultaat | Prestatie          |
| -------------- | --------------------- | --------- | ------------------ |
| German Madrazo | 15 km vrije stijl (m) | 116e      | 59.35,4 (+25.51,5) |